# Cantonul Grandpré
Cantonul Grandpré este un canton din arondismentul Vouziers, departamentul Ardennes, regiunea Champagne-Ardenne, Franța.

## Comune
| Comune                | Populație (1999) | Cod poștal | Cod INSEE |
| --------------------- | ---------------- | ---------- | --------- |
| Apremont              | 118              | 08250      | 08017     |
| Beffu-et-le-Morthomme | 54               | 08250      | 08056     |
| Champigneulle         | 64               | 08250      | 08098     |
| Chatel-Chéhéry        | 140              | 08250      | 08109     |
| Chevières             | 44               | 08250      | 08120     |
| Cornay                | 86               | 08250      | 08131     |
| Exermont              | 32               | 08250      | 08161     |
| Fléville              | 102              | 08250      | 08171     |
| Grandham              | 49               | 08250      | 08197     |
| Grandpré              | 518              | 08250      | 08198     |
| Lançon                | 40               | 08250      | 08245     |
| Marcq                 | 103              | 08250      | 08274     |
| Mouron                | 79               | 08250      | 08310     |
| Olizy-Primat          | 205              | 08250      | 08333     |
| Saint-Juvin           | 129              | 08250      | 08383     |
| Senuc                 | 142              | 08250      | 08412     |
| Sommerance            | 52               | 08250      | 08425     |
| Termes                | 138              | 08250      | 08441     |